# 芳原雅司
芳原 雅司（よしはら まさし、1972年6月13日 - ）は、アスレティックトレーナーとして様々なアスリートの身体を治療する指圧師。芳原指圧治療院にて治療を行っている。
合気道、忍者マッサージ®を特技とする。
施術は多くのアスリートやハリウッドスターのアンセル・エルゴートから支持を受けている。
現在、【芳原式忍者マッサージ®ボディリメイクプロ養成塾】で第2期生を募集している。

## 略歴
岐阜県飛騨古川に生まれる。
1995.03月、大東文化大学卒業。2001.10月、新日本プロレス共同企画闘魂ジムコーチ。
2001.03月、中和医療専門学校卒業。2001.04月、千代田治療院。2001.04月、マッサージ師登録（第116038号）。2001.04月、（医）生生会　富田病院。
2010.10月、中京女子大学レスリング部トレーナー（アテネ五輪金メダル: 吉田沙保里、伊調馨、アテネ五輪銀メダル: 伊調千春）。2006.02月、中日ドラゴンズ沖縄キャンプ臨時トレーナー。2007.10月、日本体育協会公認アスレティックトレーナー（AT）。

## 書籍

### 単著
『15秒押さえるだけで不調が改善！忍者マッサージ®』（2017年5月、扶桑社）ISBN　9784594077174

### 雑誌掲載
- 週間女性（2019年6月、主婦と生活社）
- ５秒痛み消し術（2018年5月、主婦の友社）
- ゆほびか（2018年1月、マキノ出版）
- 健康（2018年1月、主婦の友社）
- 健康（2017年12月、主婦の友社）
- 美ST（2017年12月、光文社）
- 女性セブン（2017年8月、小学館）
- 週間SPA！（2016年11月、扶桑社）

## テレビ取材
『松之丞カレンの反省だ!』（2019年6月22日、テレビ朝日）

## 活動
TOKYO VICE出演の アンセル・エルゴートの治療に携わる。